# 국제교양학부
국제교양학부란 일본대학의 학부명칭이다. 
미국의 리버럴 아츠 칼리지를 일본 대학교 내 학부화하여 글로벌 인재 양성에 주력하고 있는 학부라고 할 수 있다. 따라서, 대부분의 국제교양학부는 교육과정에서 영어능력 향상을 중요시 하고 있기 때문에, 와세다 대학교 국제교양학부의 경우 원칙적으로 1년간, 미야자키 국제대학교 국제교양학부의 경우 16주간 해외연수프로그램을 수료해야 한다.
각 학교마다 국제교양학부의 영어명칭이 다르다.
- 와세다 대학교 국제교양학부 School of International Liberal Studies (SILS)

- 미야자키 국제대학교 국제교양학부 School of International Liberal Arts (SILA)

- 조치 대학교 국제교양학부 Faculty of Liberal Arts (FLA)

- 호세이 대학교 국제교양학부 Global Interdisciplinary Studies (GIS)

- 소카 대학교 국제교양학부 Faculty of International Liberal Arts (FILA)